# Опроштај од лошег снимка
Опроштај од лошег снимка је хип хоп албум, други по реду српског репера Блоковског. Објављен је 11. маја 2006. године на компакт-диск формату за независну хипхоп издавачку кућу Царски рез.
На албуму се налази дванаест песама, а на њему су готовали The Easst, Мјан, T-Blazer, Expert, Грема и Есенс. Продукцију песама радили су Боћа, Куер, Roycter, T-Blazer, Мјан и Лумел. Са албума истакла се песма Реп лимунада која је била популарна и недељама се налазила на првом месту УГ топ листе емисије Опасне фреквенције на радију СКЦ.

## Песме
| Бр. | Назив песме         | Гости | Продукција | Трајање |
| --- | ------------------- | ----- | ---------- | ------- |
| 1.  | Репчина из блока    | Мјан  | Мјан       | 03:06   |
| 2.  | Реп лимунада        |       | Куер       | 03:00   |
| 3.  | Шта је ту је        |       | Боћа       | 02:05   |
| 4.  | Жена нез имена      |       |            | 01:47   |
| 5.  | Лаган трип          |       |            | 02:54   |
| 6.  | Све за ракију       |       | Куер       | 03:50   |
| 7.  | Паралелна стварност |       |            | 03:35   |
| 8.  | Воајер              | Мјан  | Мјан       | 02:26   |
| 9.  | Г                   | Грема | Лумел      | 02:20   |
| 10. | Спознаја            |       | Куер       | 03:36   |
| 11. | Преварим се         | Есенс | Куер       | 02:48   |
| 12. | Ајде зини           | Мјан  | Мјан       | 02:35   |